# Minecraft в кино
«Minecraft в кино́» (англ. A Minecraft Movie) — американский фэнтезийный комедийно-приключенческий фильм режиссёра Джареда Хесса, основанный на одноимённой компьютерной игре. В фильме снимались Джек Блэк, Джейсон Момоа, Даниэль Брукс, Себастьян Юджин Хансен и Эмма Майерс. В фильме четверо неудачников попадают через портал в кубический мир и должны отправиться на поиски обратно в реальный мир с помощью «эксперта-ремесленника» по имени Стив.
В 2014 году создатель игры Minecraft, Маркус Перссон, сообщил, что компания Mojang ведёт переговоры с Warner Bros. Pictures о создании фильма по мотивам игры. С тех пор для проекта неоднократно меняли режиссёров, продюсеров и авторов сценария. В 2022 году к работе над фильмом присоединилась компания Legendary Entertainment. Хесс был назначен режиссёром, а Момоа — одним из главных актёров. Кастинг проходил с мая 2023 года по январь 2024 года. Основные съёмки начались в конце того же месяца в Новой Зеландии и завершились в апреле 2024 года. Марк Мазерсбо написал музыку для фильма, а Sony Pictures Imageworks, Wētā FX и Digital Domain обеспечили визуальные эффекты.
Мировая премьера фильма состоялась в Empire Leicester Square в Лондоне 30 марта 2025 года. В мировой прокат фильм вышел 4 апреля. Критики оценили игру актёров высоко, но критиковали сюжет и верность оригиналу. Фильм собрал 954 миллиона долларов при бюджете в 150 миллионов, став вторым самым кассовым фильмом 2025 года и вторым самым кассовым фильмом по компьютерным играм за всю историю. Продолжение фильма находится в разработке.

## Сюжет
Главный герой — Стив. В детстве он пытался попасть в шахты, однако детям туда было запрещено ходить. Много лет спустя уже взрослый Стив осуществляет свою детскую мечту и проникает в шахты. Там он находит Сферу господства и Земной кристалл. Соединив их вместе, Стив через портал попадает в Верхний мир, где творчество и креативность являются залогом выживания. Там он быстро осваивается, строит собственный рай и приручает волка, которого называет Дэннисом. В один из походов Стив находит заброшенный портал, и после его активации попадает в Нижний мир, населённый свиноподобными существами — Пиглинами и летающими Гастами. Королева Пиглинов — Молгоша — забирает у Стива Сферу и с её помощью намеревается захватить Верхний мир. С помощью Дэнниса Стив сбегает, крадёт Сферу и приказывает псу спрятать её в его доме в реальном мире, а сам остаётся в плену Молгоши. Дэннис с помощью портала попадает в реальный мир и прячет Сферу у Стива, отделив при этом её от кристалла, из-за чего проход в реальный мир закрывается.
Некоторое время спустя Гаррет «Мусорщик» Гаррисон, владелец магазина видеоигр в Чуглассе (штат Айдахо) и победитель чемпионата по видеоиграм 1980-х годов, получает уведомление о выселении. Чтобы получить деньги, он отправляется на вещевой аукцион, где в попытке найти Atari Cosmos приобретает все старые вещи Стива, включая Сферу. Тем временем брат и сестра Генри и Натали переезжают в Чугласс после смерти своей матери. Они встречают агента по недвижимости по имени Дон, которая также хочет открыть собственный зоопарк. В первый день учёбы самодельный реактивный ранец Генри выходит из строя и опрокидывает статую талисмана фабрики, где работает Натали. Чтобы скрыть проступок от сестры, Генри просит Гаррета притвориться его дядей перед замдиректора школы Марлен, после чего отправляется к Гаррету в магазин. Там Генри соединяет Сферу и Кристалл, которые ведут его с Гарретом в шахты. Туда же прибывают Натали и Дон. Сфера затягивает всех четверых в портал, и герои попадают в Верхний мир. Молгоша узнает о возвращении Сферы в их реальность. Она предлагает Стиву сделку: герой добудет ей Сферу, а она освободит его пса Дэнниса, который всё это время был в реальном мире.
Попав в новый мир, герои пытаются уйти, но очень быстро наступает ночь. На них нападают зомби и скелеты на пауках, из-за чего они разделяются. Генри быстро узнаёт о способах строительства и сооружает крепость, в которой герои прячутся от зомби. Гаррет же сталкивается с Крипером; после этого он пытается забраться в башню, при этом кристалл в его руках разбивает стрелой один из скелетов. Зомби проникают в башню, но героям в последний момент приходит на помощь Стив, после чего наступает утро, и все зомби сгорают. Стив приводит героев в деревню и знакомит с основами создания предметов; также он объясняет, что новый Кристалл взамен разбитого можно найти только в Лесном особняке, что связано с огромной опасностью. Внезапно на деревню совершают набег Пиглины, охотящиеся за Сферой. Герои разделяются: Стив, Гаррет и Генри с помощью крыльев сбегают от свиней, а Дон и Натали отправляются за картой. После приземления Стив, Гаррет и Генри направляются к особняку через пещеру с алмазами. Молгоша выпускает в Верхний мир Великого Хряка, который нападает на троицу в пещере, и герои сбегают от него в вагонетках. С помощью фермы Криперов герои уничтожают пещеру вместе с Хряком. Тем временем Дон и Натали находят Дэнниса, который также вернулся в Верхний мир.
Попав в особняк, Стив и Гаррет отвлекают Поборников, в то время как Генри пытается найти Кристалл. Он сталкивается со Странником Края (англ. Enderman), который нападает на него; Генри побеждает его и добывает жемчуг Края — предмет, который может мгновенно телепортировать владельца куда угодно. В свою очередь Стив и Гаррет побеждают Зомби-наездника и вместе с Генри сбегают из особняка. На мосту появляется Молгоша и забирает себе Сферу, уничтожая при этом мост. Гаррет жертвует собой, давая возможность Стиву и Генри сбежать на Гасте. В итоге их находят Дон и Натали, которые ранее создали дом в одном из грибов.
Молгоша с помощью Сферы усиливает портал в Нижний мир, который, в свою очередь, закрывает солнце. Стив, Дон, Натали и Генри решают помешать этому, и отправляются в деревню. Там они создают множество оружия, а также строят армию железных големов. Начинается битва, в ходе которой Генри, с помощью жемчуга Края, попадает на вершину портала и пытается забрать сферу. Его сбивает новый Великий Хряк, но мальчика спасает Гаррисон, который выжил после взрыва моста, использовав ведро с водой при приземлении. С помощью Гаста они уничтожают портал. Солнце восстанавливается, зомби и скелеты погибают от света, а Пиглины, в том числе Молгоша, зомбируются. После битвы Стив отдаёт Дон своего пса, Дэнниса, и герои отправляются в реальный мир. Минуту спустя Стив также уходит, покидая Верхний мир и присоединяясь к другим героям. Гаррет создаёт собственную файтинг-игру, основанную на событиях в Верхнем мире, благодаря чему снова становится популярным. Генри дорабатывает свой реактивный ранец, а Натали открывает курсы по самообороне. Дон открывает свой зоопарк, а Стив присоединяется к Гаррисону, чтобы управлять его магазином.
В сцене после титров Стив возвращается в свой старый дом в реальном мире, чтобы забрать вещи из сундуков, но встречает там новую хозяйку дома по имени Алекс.

## В ролях
| Актёр                  | Роль                         |
| ---------------------- | ---------------------------- |
| Джек Блэк              | Стив                         |
| Джейсон Момоа          | Гаррет «Мусорщик» Гаррисон   |
| Эмма Майерс            | Натали                       |
| Даниэль Брукс          | Дон                          |
| Себастьян Юджин Хансен | Генри                        |
| Дженнифер Кулидж       | заместитель директора Марлен |
| Рэйчел Хаус            | Молгоша                      |
| Джаред Хесс            | генерал Чунгус               |
| Джемейн Клемент        | Дэрил/Брюс                   |
| Рэйчел Хофстеттер      | камео                        |
| Кейт Маккиннон         | Алекс                        |
| Йенс Бергенстен (jeb_) | камео                        |

## Производство

### Разработка
В 2012 году Mojang Studios получила предложения от голливудских режиссёров по созданию телесериала на основе игры Minecraft. Представители компании заявили, что согласятся на это только, только если у проекта будет хорошая идея. В феврале 2014 года на сайте Kickstarter появилась инициатива по краудфандингу фанатского фильма «Рождение человека» (англ. The Birth of Man) по мотивам игры, и даже начался сбор средств для съёмок. Однако вскоре инициатива была свёрнута, так как Маркус Перссон отказался предоставить лицензию для создания такого фильма, поскольку идея на Kickstarter возникла до подписания каких-либо соглашений с Mojang. В том же месяце Перссон заявил, что компания ведёт переговоры с Warner Bros. Pictures о создании полнометражного фильма по видеоигре, продюсерами которого станут Рой Ли и Джилл Мессик. В октябре того же года коммерческий директор Mojang, Ву Буй, отметил, что картина находится на ранней стадии разработки, и добавил, что она будет выпущена не раньше 2018 года. Тогда же Warner Bros. наняла Шона Леви в качестве режиссёра, а уже два месяца спустя стало известно, что Леви покинул проект вместе со сценаристами Кираном Малруни и Мишель Малруни.
В июле 2015 года было объявлено, что Роб Макэлхенни занял пост режиссёра. Сам Макэлхенни заявил, что его привлёк проект из-за открытого мира игры. Его идею одобрили и выделили на неё 150 млн долларов США. В 2016 году началось предварительное производство, а в июне уже назначена дата премьера на 24 мая 2019 года. В октябре Джейсон Фукс был нанят для написания сценария, а месяц спустя Стив Карелл был приглашён для озвучивания одного из персонажей. В конце концов Макэлхенни в августе 2018 года покинул проект из-за конфликтов в расписании. Аарон и Адам Ни должны были переписать сценарий, в результате чего премьера была отложена. На тот момент режиссёр был неизвестен. В январе 2019 года было объявлено, что Питер Соллетт напишет сценарий и срежиссирует фильм, в котором будет показана совершенно другая история, нежели в версии Макэлхенни. Мессик умерла в 2018 году, поэтому она будет посмертно указана в титрах как продюсер. В апреле Warner Bros. анонсировала дату выхода — 4 марта 2022 года. Два месяца спустя Эллисон Шредер была назначена сценаристом и автором сюжета, совместно с Соллеттом. В октябре 2020 года из-за пандемии COVID-19 компания убрала фильм из графика релизов.
В апреле 2022 года стало известно, что производство фильма проходит без участия Шредер и Соллетта. Режиссёром стал Джаред Хесс, а компания Legendary Entertainment — сопродюсером. В то же время было заявлено, что фильм будет игровым, а Джейсон Момоа начал вести переговоры об участии в главной роли. Также появилась информация, что Крис Боуман и Хаббел Палмер, которые ранее работали с Хессом над фильмом «Зачинщики» (2016), перепишут сценарий. После разработки отдельного проекта с Legendary, который так и не был реализован, студия пригласила Хесса, чтобы он предложил свой вариант сценария. В начале апреля 2024 года была объявлена дата премьеры — 4 апреля 2025 года.

### Подбор актёров
В мае 2023 года Мэтт Берри начал переговоры о присоединении к актёрскому составу. В ноябре к проекту присоединились Даниэль Брукс и Себастьян Юджин Хансен. Месяц спустя к ним присоединилась Эмма Майерс. В январе 2024 года Джек Блэк сообщил об участии в фильме в своём аккаунте в Instagram. Дженнифер Кулидж, Кейт Маккиннон и Джемейн Клемент получили нераскрытые роли.

### Съёмки
19 июня 2023 года стало известно, что основные съёмки стартуют 7 августа того же года в Новой Зеландии. Однако в июле съёмки были отложены из-за забастовки SAG-AFTRA. После завершения забастовки съёмки были перенесены на начало 2024 года. После того, как Брукс и Хансен присоединились к актёрскому составу, съёмки запланировали на конец декабря 2023 года. В итоге съёмки начались в середине января 2024 года в Окленде и завершились в середине апреля; Грант Мейджор выступил художником-постановщиком, а Энрике Чедьяк — оператором. В сентябре ютубер «Valkyrae», которая снималась в фильме в качестве камео, обвинила Джейсона Момоа в жестоком обращении с участниками съёмочной группы после съёмок «очень эмоциональной сцены».

### Монтаж
Над визуальными эффектами для фильма работала компания Sony Pictures Imageworks. Дэн Леммон стал супервайзером визуальных эффектов, а Джеймс Томас — монтажёром картины.

### Музыка
Музыкальное сопровождение к фильму написал Марк Мазерсбо, а Гейб Хилфер и Карин Рахтман выступили в качестве музыкальных руководителей.

## Рекламная кампания
4 сентября 2024 года был выпущен первый тизер-трейлер фильма под композицию группы The Beatles «Magical Mystery Tour». Реакция на тизер стала «противоречивой» или «в целом негативной»: зрители раскритиковали дизайн персонажей и графику CGI. Эндрю Вебстер из сайта The Verge заявил, что помимо странных образов, фильм выглядит как «глупая семейная забава». Том Пауэр из TechRadar отметил, что не может определить, каким на данный момент является фильм: прекрасным или устрашающим. Впрочем, Маркус Перссон, создатель Minecraft, похвалил трейлер в своём аккаунте в социальной сети «Твиттер». Кадры и отрывки из трейлера с блеющей розовой овцой, белой ламой и Джеком Блэком в роли Стива в итоге стали интернет-мемами. Второй трейлер был опубликован 19 ноября. По сравнению с первым трейлером, второй получил более положительную реакцию зрителей. Финальный трейлер вышел 27 февраля 2025 года.

## Премьера
«Minecraft в кино» вышел в американский прокат 4 апреля 2025 года, в том числе в формате IMAX. Первоначально он должен был выйти 24 мая 2019 года, однако 26 апреля того же года Warner Bros. перенесла премьеру фильма на 4 марта 2022 года. 6 октября 2020 года компания исключила картину из графика релизов из-за начавшейся пандемии COVID-19, а также во избежание конкуренции с супергеройским фильмом «Бэтмен» (2022). 5 апреля 2023 года Warner Bros. объявила новую и окончательную дату премьеры — 4 апреля 2025 года. В некоторых странах, например, на Филиппинах, фильм вышел в прокат на два дня раньше — 2 апреля 2025 года.

## Восприятие

### Кассовые сборы
Ожидается, что за первые выходные «Minecraft в кино» заработает от 65 до 70 миллионов долларов в 3400 кинотеатрах с общей суммой в 130 млн по всему миру. Фильм заработал 10,55 миллионов долларов на предварительных показах в четверг вечером, что больше, чем у хоррора «Пять ночей с Фредди» (2023), который собрал 10,3 миллиона долларов. Это делает его самым успешным фильмом по видеоиграм на старте.

### Критика
На сайте-агрегаторе рецензий Rotten Tomatoes фильм имеет рейтинг одобрения 47 % на основе 159 отзывов со средней оценкой 4.9/10. Сайт-агрегатор Metacritic присвоил фильму 46 баллов из 100 на основе 38 отзывов, что соответствует критерию «средние или смешанные отзывы». Зрители в целом отреагировали на фильм лучше критиков. Согласно CinemaScore, зрители дали ей общую оценку «B+» по шкале от «A+» до «F». 67 % опрошенных PostTrak заявили, что «однозначно рекомендуют его к просмотру». Дети до 12 лет оценили фильм на пять звезд из пяти, а родители — на четыре с половиной
Критики по-разному оценили сюжет фильма. В своей рецензии для The Hollywood Reporter Ловия Гьяркье отметила, что фильм пытался в первую очередь угодить фанатам игры, но при этом сделать его интересным для всех зрителей. Джесси Хассенджер из IGN добавил, что фильм выглядит запутанным и хаотичным. Иэн Сэндвелл из Digital Spy оценил фильм на три балла из пяти, похвалив посыл фильма, однако раскритиковав визуальные эффекты и шутки. Также критик отмечал «преданность и любовь» авторов к проекту, отмечая множество отсылок на интернет-мемы связанные с игрой, а также момент с «трогательной сценой» где отдают дань уважения погибшему ютуберу Technoblade. Марк Кеннеди из Associated Press заявил, что фильм может быть непонятен зрителям, которые не знакомы с игрой, но при этом назвал его точной адаптацией. Он также отметил, что в фильме есть идеи, которых нет в игре, что несомненно помогает развивать сюжет. В то же время Лиз Шеннон Миллер из Consequence считала, что сюжет будет понятен даже тем, кто не играл в Minecraft. Некоторые рецензенты положительно оценили элементы фан-сервиса в фильме и особенно отметили дань уважения ютуберу Technoblade.

### «Куриный жокей!»

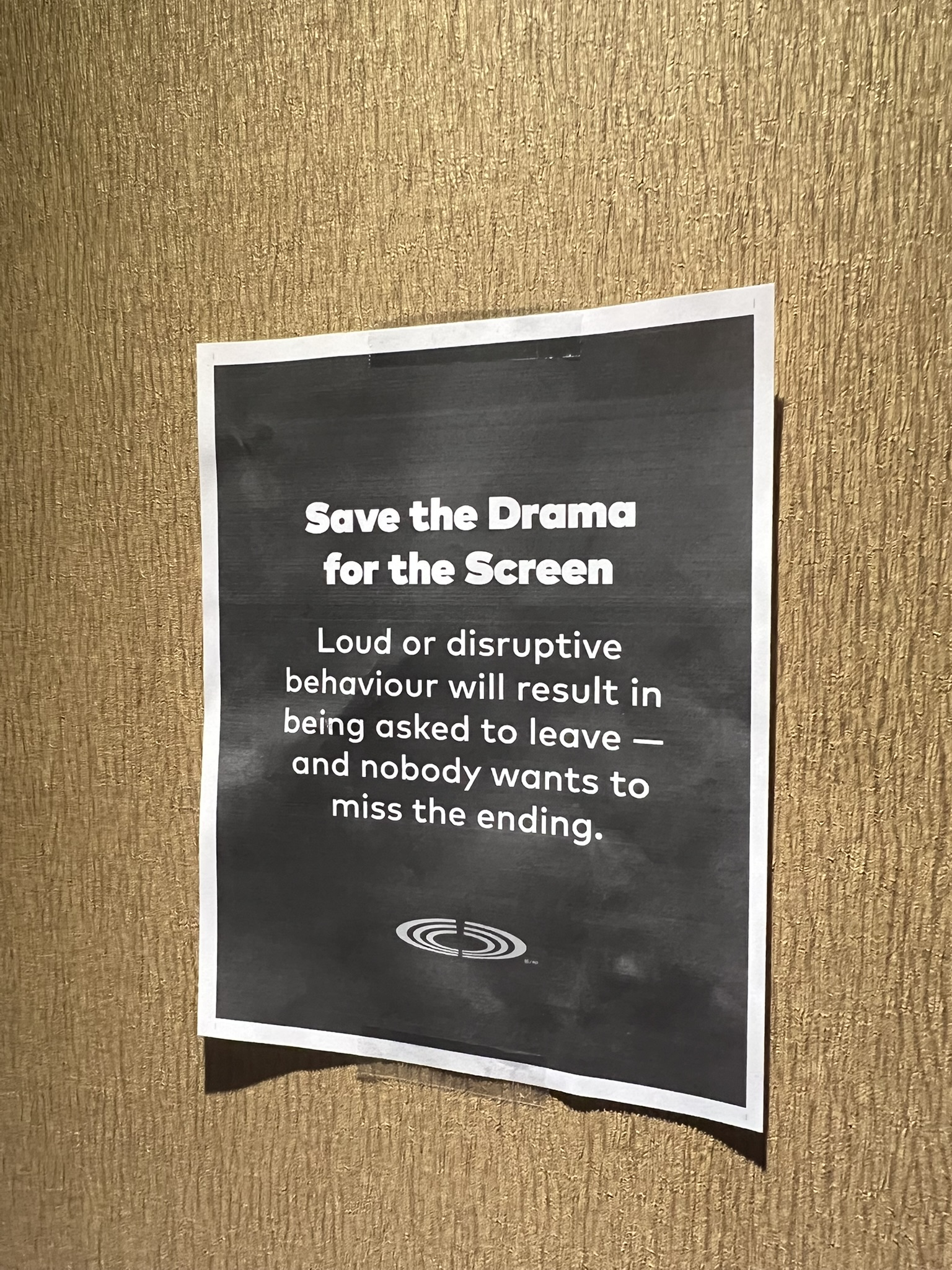
Постер, призывающий снизить деструктивное поведение в кинотеатре Cineplex.

Фильм вызвал бурную реакцию фанатов, в основном на территории США и Великобритании. Когда Джек Блэк произносил фразу «Куриный жокей!» (англ. Chicken jockey!), которая стала мемом благодаря трейлеру фильма, посетители реагировали на фразу с бурным энтузиазмом, аплодируя, громко повторяя фразу и кидаясь попкорном. На одном сеансе в Прово было запечатлено, как группа подростков принесла в зал живую курицу, после чего их выгнали. Другая группа людей заполнила зал дымом, используя огнетушители. Позже тренд добрался до Австралии, ЮАР и других стран.
Реакции на данный феномен были смешанные. Многие посетители жаловались на шум и беспорядок, некоторые вызывали полицию. Некоторые кинотеатры стали ограничивать доступ детям без родителей, а также развешивать постеры, призывающие снизить деструктивное поведение. Джаред Хесс назвал действия посетителей безобидными и смешными, объясняя, что он и Джек Блэк считали что «будет смешно, если Стив будет говорить о всём, что происходит вокруг него, с заметной интонацией». На одном сеансе Блэк явился вживую и сказал посетителям не бросаться попкорном. Многие выразили сочувствие уборщикам, которым приходилось очищать пол от попкорна.

## Продолжение
Спустя несколько дней после премьеры фильма начались обсуждения о возможности создания продолжения. Хесс выразил желание продолжить работу над проектом, подчеркнув, что в мире существует множество модов, персонажей и биомов, и отметив, что Minecraft практически бесконечен. Позже он рассказал, что у них было много идей для фильма, которые они не смогли реализовать, но, возможно, они будут использованы в сиквеле. 11 апреля 2025 года было объявлено, что работа над продолжением находится на ранней стадии.

### Комментарии
1. ↑  Мессик умерла в феврале 2018 года; она получила посмертное упоминание в титрах. Фильм также посвящён её памяти.
2. ↑  Оригинальные темы Minecraft написаны C418 и Леной Рейн.